# 上野広治
上野 広治（うえの こうじ、1959年4月20日 - ）は東京都出身の日本大学スポーツ科学部教授。

## 人物
- 日本大学豊山高等学校在学中にチームマネージメントにかかわり[1]、日本大学文理学部体育学科卒業後、高校の母校の教諭として赴任、2016年3月まで勤務[2]。
- アトランタオリンピックで惨敗になった後、競泳日本代表のヘッドコーチになり、シドニーオリンピックではメダルは4個（銀2・銅2）となり、複数ではミュンヘンオリンピック以来28年ぶりとなった。アテネオリンピックまで続いた。
- 2005年からロンドンオリンピックまで代表監督[1]、リオオリンピックでは本部役員を務めた[3]。
- 教諭在職中は筑波大学大学院人間科学総合研究科を修了。日本大学スポーツ科学部准教授を経て、同大学スポーツ科学部教授を務めている[4]。

## 役職
- 日本水泳連盟副会長[5]
- 日本オリンピック委員会理事[6]

## 著書
- 「アテネの空に日の丸を!水泳ニッポン復活の戦略」（東洋経済新報社、2004年7月）